# Jean-Blaise Evéquoz
Jean-Blaise Evéquoz (Sion, 1953. november 27. –) világbajnoki ezüstérmes, olimpiai bronzérmes svájci párbajtőrvívó. Apja Michel Evéquoz világbajnoki bronzérmes párbajtőrvívó, bátyja Guy Evéquoz olimpiai ezüstérmes párbajtőrvívó, unokahúga Éléonore Evéquoz Európa-bajnoki bronzérmes párbajtőrvívónő.